# Journal intime d'une call girl
Journal intime d'une call girl (Secret Diary of a Call Girl) est une série télévisée britannique en 32 épisodes de 22 minutes, adaptée du livre autobiographique The Intimate Adventures of a London Call Girl de l'écrivain Belle de Jour, créée par Lucy Prebble et diffusée entre le 28 septembre 2007 et le 22 mars 2011 sur ITV2. 
En France, la série est diffusée depuis le 10 mai 2008 sur Téva ainsi que depuis le 12 septembre 2008 sur M6 et, en Belgique, depuis le 6 avril 2011 sur Plug RTL. Trois saisons de série sont disponibles sur le service de VOD à la demande SFR Play. La saison 4 a été diffusée en août 2020 sur la chaîne SERIE CLUB en version originale sous-titrée.

## Synopsis
Pour sa famille et ses amis, Hanna est une assistante juridique bien sous tous rapports. Mais en vérité elle est une call girl de luxe qui se fait appeler « Belle ». À la manière d'un journal intime, en s'adressant directement aux téléspectateurs, elle raconte sa vie. Elle revendique son amour du sexe et de l'argent sans tabou.

## Fiche technique
- Titre français : Journal intime d'une call girl
- Titre original : Secret Diary of a Call Girl
- Créateur : Lucy Prebble, d'après le livre autobiographique de l'écrivain Belle de Jour
- Réalisation :Yann Demange et Susan Tully (saison 1), Fraser Mcdonald  et Peter Lydon (saison 2), Yann Demange (saison 3)
- Scénario :
- Décors :
- Costumes :
- Photographie :
- Montage :
- Musique :You Know I'm No Good de Amy Winehouse.
- Casting :
- Direction artistique :
- Production : 
  - Production exécutive :
- Société de production :
- Société de distribution : ITV2
- Format : Couleur - 1,78 : 1
- Pays d'origine :  Royaume-Uni
- Langue originale : Anglais
- Genre : Dramatique
- Durée : 22 minutes
- Version française réalisée par :
  - Société de doublage : Mediadub International
  - Direction artistique : Martine Meirhaeghe
  - Adaptation des dialogues : Pascale Gatineau et Gilles Gatineau

## Distribution et personnages

### Acteurs principaux
- Billie Piper (VF : Laura Blanc) : Hannah « Belle » Baxter
- Iddo Goldberg (VF : Éric Daries) : Ben
- Cherie Lunghi (VF : Catherine Davenier) : Stephanie
- Callum Blue (VF : Vincent Ropion) : Alex (saison 2)
- Ashley Madekwe (VF : Marie Tirmont) : Bambi / Gloria White (saisons 2 et 3)

### Acteurs récurrents
- Toyah Willcox (VF : Anne Jolivet) : Gail (saison 1)
- Stuart Organ (VF : Pierre Dourlens) : Niall (saison 1)
- Ace Bhatti (en) (VF : Renaud Marx) : Ashok, le premier client de Belle
- James D'Arcy (VF : David Van de Woestyne) : Duncan, l'éditeur de Belle (saison 3)
- David Dawson (VF : Paolo Domingo) : Byron, client excentrique de Bambi issu de l'aristocratie
- Nadia Cameron-Blakey (VF : Anne Massoteau) : Camilla (saison 3)
- Paul Nicholls (en) : Harry (saison 4)
- Lily James : Poppy, fille de Stéphanie (saison 4)

Source VF : Doublage Séries Database

## Épisodes

### Première saison (2007)
1. Le Partenaire idéal (Épisode 1.1)
2. La vie est un roman (Épisode 1.2)
3. L'Oiseau de nuit (Épisode 1.3)
4. Fais-moi mal… (Épisode 1.4)
5. Jamais deux sans trois (Épisode 1.5)
6. Le Sens des valeurs (Épisode 1.6)
7. Équation parfaite (Épisode 1.7)
8. L’Art de vivre (Épisode 1.8)

### Deuxième saison (2008)
1. Au cœur du scandale (Épisode 2.1)
2. Rendez-vous galant (Épisode 2.2)
3. Ménage à trois (Épisode 2.3)
4. D'amour et d'eau fraîche (Épisode 2.4)
5. Désillusion (Épisode 2.5)
6. Plus douce sera la chute (Épisode 2.6)
7. La Voie de la vertu (Épisode 2.7)
8. Les Mots pour le dire (Épisode 2.8)

### Troisième saison (2010)
1. Amour, Gloire et Bonté (Épisode 3.1)
2. La Clé du fantasme (Épisode 3.2)
3. L’Écume du subconscient (Épisode 3.3)
4. Gourmandises (Épisode 3.4)
5. L’argent fait le bonheur (Épisode 3.5)
6. 007 (Épisode 3.6)
7. Rien que pour le plaisir (Épisode 3.7)
8. Je t'aime moi non plus (Épisode 3.8)

### Quatrième saison (2011)
La quatrième saison a été diffusée du 27 janvier 2011 au 22 mars 2011 sur ITV2, au Royaume-Uni.
1. Titre français inconnu (Épisode 4.1)
2. Titre français inconnu (Épisode 4.2)
3. Titre français inconnu (Épisode 4.3)
4. Titre français inconnu (Épisode 4.4)
5. Titre français inconnu (Épisode 4.5)
6. Titre français inconnu (Épisode 4.6)
7. Titre français inconnu (Épisode 4.7)
8. Titre français inconnu (Épisode 4.8)

## Commentaires
- Lors d'une interview, l'actrice principale de la série, Billie Piper, a expliqué avoir signé un contrat pour une quatrième saison de 8 épisodes[4] ainsi qu'un film inspiré et adapté de la série. Elle a déclaré aussi que la quatrième saison sera la dernière[5].

- Fait rare : la série britannique a été achetée outre-Atlantique par la chaîne câblée Showtime. À l’origine, Robert Greenblatt, directeur de l’unité entertainment de Showtime, devait simplement obtenir les droits pour adapter la fiction avec des acteurs américains. Face à la qualité de la version originale, qu’il considère alors comme un mix entre Sex and the City et Californication, celle-ci est directement diffusée à l’antenne, et ce, malgré l’accent britannique des acteurs[6].